# Belvédère-Campomoro
Belvédère-Campomoro (en corso Belvideri è Campumoru) es una comuna francesa del departamento de Córcega del Sur, en la colectividad territorial de Córcega.

## Geografía
Incluye los núcleos de Belvédère, Campomoro y otros menores, situados en la costa sur del golfo de Valinco.

## Demografía
| abs. | lac. | 93 | 119 | 115 | 106 | 131 | 142 | 337 | 340 | 345 | 306 | 364 | 369 | 435 | 391 | 510 | 505 | 507 | 515 | 512 | 549 | 548 | 553 | 493 | 213 | 118 | 90 | 82 | 106 | 128 | 135 | 162 | 153 | 162 |
| Para los censos de 1962 a 1999 la población legal corresponde a la población sin duplicidades (Fuente: INSEE [Consultar]) |      |    |     |     |     |     |     |     |     |     |     |     |     |     |     |     |     |     |     |     |     |     |     |     |     |     |    |    |     |     |     |     |     |     |